# Konrad Antoni

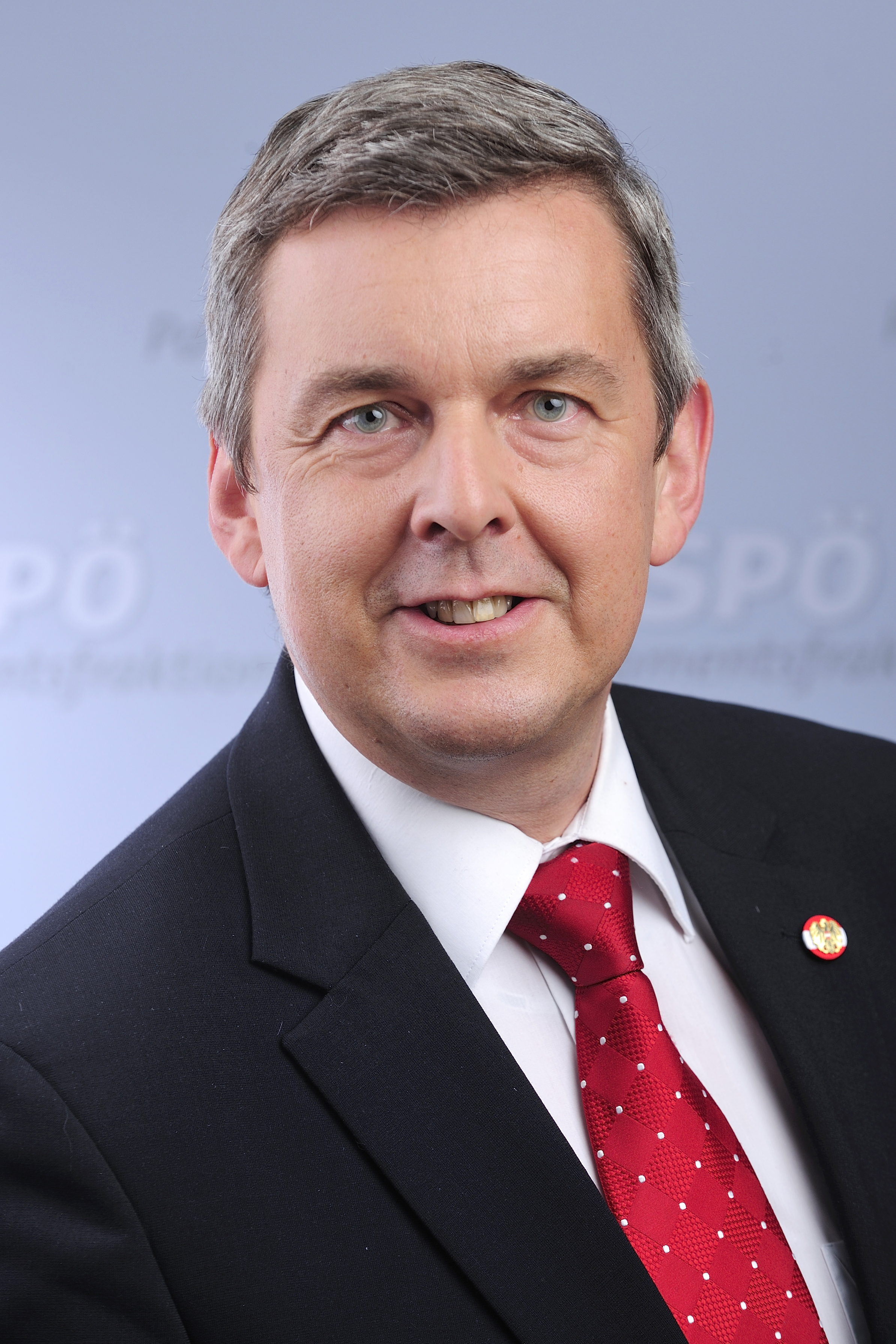
Konrad Antoni 2014

Konrad Antoni (* 4. Mai 1964 in Gmünd) ist ein österreichischer Politiker (SPÖ). Er war von Oktober 2013 bis Oktober 2019 Abgeordneter zum Nationalrat und von 2008 bis 2013 Abgeordneter zum Landtag von Niederösterreich. 

## Leben
Antoni besuchte nach der Volksschule das Gymnasium und wechselte danach an eine Handelsschule. Er ist beruflich als Sachbearbeiter bei den Österreichischen Bundesbahnen (ÖBB) beschäftigt.
Antoni lebt in Schrems.

## Politik
Im Jahr 2000 wurde er zum Kammerrat der Kammer für Arbeiter und Angestellte für Niederösterreich gewählt. 2005 zog er in den Gemeinderat ein. Antoni rückte am 20. November 2008 für Ewald Sacher in den Landtag nach. Nach den Verlusten bei der Landtagswahl in Niederösterreich 2013 verlor Antoni sein Landtagsmandat und schied per 24. April 2013 aus dem Landtag aus.
Nach seinem Ausscheiden aus dem niederösterreichischen Landtag, kandidierte Antoni im Oktober für die SPÖ bei der Nationalratswahl 2013 und erreichte einen Sitz im Nationalrat. Diesen konnte er bei der Nationalratswahl 2017 verteidigen. Nach der Nationalratswahl 2019 schied er aus dem Nationalrat aus.